# Рыжиков, Владимир Дмитриевич
Влади́мир Дми́триевич Ры́жиков (1910-е — конец 2001 год) — советский музыкальный редактор.

## Биография
Владимир Рыжиков родился в 1910-х годах.
Поэт-песенник Сергей Алиханов:
Владимир Дмитриевич Рыжиков — в течение многих лет главным музыкальным редактором на фирме «Мелодия». Рыжиков формировал худсоветы (приглашал звонками и Птичкина, и Поперечного и самого беспощадного композитора Никиту Богословского). Еженедельный «Худсовет на „Мелодии“» решал судьбу песни — какая будет записана, а какая — нет. Всего в стране было пять студий, где можно было записать песню — две на «Мелодии», две на радио на улице Качалова, и одна на телевидении. Так что миновать «худсовет» было практически невозможно. Рыжиков был фигурой в советской эстраде циклопической — именно он определял, какую пластинку и какого исполнителя «поставить» в план выпуска «Мелодии», а также тираж пластинки. <…> У Владимира Дмитриевича были очень узкие маленькие ладони, сам он ходил чуть бочком, сидел в общей комнате, а не в отдельном кабинете, вёл себя очень скромно. Ходил с женой на все концерты — его всегда приглашали. Но все «шлягеристы», и все исполнители знали, что эстрадой в СССР руководил Рыжиков..
Павел Слободкин: «Был такой удивительный человек <…> — Владимир Дмитриевич Рыжиков. Ему практически вся эстрада благодарна тем, что он сидел и выпускал пластинки».
Вячеслав Добрынин:
Фирма «Мелодия» была «коммерческой», «рыночной», если эти эпитеты вообще применимы к советской действительности. Главной же задачей Владимира Дмитриевича Рыжикова, ее редактора, который, кстати, создал свой независимый худсовет, было найти материал, который принёс бы успех и, следовательно, сборы: есть шлягеры — вот и хозрасчётные средства. И Рыжиков понимал это, он был близок к нам, молод душой и знал эту музыку. Владимир Дмитриевич был великим человеком — через него прошли все наши эстрадные исполнители, композиторы, поэты. Он первый выпустил гибкую пластинку и создал худсовет на фирме «Мелодия» по приему шлягеров, которые никогда не исчезали из эфиров на телевидении. И чтобы сделать большие тиражи продаж, нужно было сделать хит. Поэтому вопрос по отношению к чиновникам ставился так: или дайте нам бюджетных денег, или дайте возможность выпускать то, что мы сами считаем возможным продать.

## Почётные звания
- Заслуженный работник культуры Российской Федерации (27 августа 1992) — за заслуги в области культуры и многолетнюю плодотворную работу[4]